# Lord Don't Slow Me Down
Lord Don't Slow Me Down è un brano della band inglese Oasis, pubblicato il 21 ottobre 2007 nel solo formato in download digitale per anticipare il lancio sul mercato dell'omonimo DVD. Il 29 ottobre il singolo ha debuttato alla posizione numero dieci della classifica britannica dei singoli, diventando il 21° singolo degli Oasis entrato nella top 10 del Regno Unito.

## Genesi e diffusione
Scritta e cantata da Noel Gallagher e registrata durante le sessioni dell'album Don't Believe the Truth, è stata descritta da Gallagher come "una delle cose migliori, come una combinazione di Who, Yardbirds e Jeff Beck Group, e ha due assoli di batteria!".
Nell'ottobre 2006 la prima parte della canzone era stata utilizzata in un'anteprima del video della band. L'intera canzone trapelò su Internet alcuni giorni prima che il video fosse caricato su YouTube e che la canzone fosse mandata in onda dalle radio, il 1º ottobre. Inizialmente la canzone avrebbe dovuto fare parte dell'album Don't Believe the Truth del 2005, ma fu poi rimossa dalla lista definitiva delle tracce da Noel Gallagher. Compare, invece, del bonus cd di Dig Out Your Soul, del 2008, e nella raccolta Time Flies... 1994-2009 del 2010. Nel maggio 2008 su Internet cominciò a circolare una versione alternativa della canzone, in cui la parte vocale era di Liam Gallagher.

## Video
Il videoclip di Lord Don't Slow Me Down, in bianco e nero, è una selezione di immagini tratte dall'omonimo DVD. Ritrae il tour di Don't Believe the Truth, con spezzoni di eventi live, momenti dei viaggi verso i luoghi dei live e dietro le quinte dei concerti.
Nel video si vede anche, per pochi istanti, Noel che saluta i fan italiani dal balcone di Piazza Duomo durante la trasmissione di MTV TRL, nel 2005. Poco dopo compare per pochi secondi anche il capitano della Juventus Alessandro Del Piero, amico della band e immortalato mentre sta autografando una sua maglietta e la sta consegnando agli Oasis.

## Tracce
1. "Lord Don't Slow Me Down" - 3:17
2. "The Meaning of Soul" (Live al City of Manchester Stadium '05) - 2:32
3. "Don't Look Back in Anger" (Live al City of Manchester Stadium '05) - 5:38